# 北天佑勝彥
北天佑勝彦（1960年8月8日—2006年6月23日），本名千葉勝彦，日本北海道室蘭市出身三保ヶ関部屋所属前大相撲力士。最高位置是東大關(由1983年-1990年)，曾得兩次優勝的紀錄，引退後成為年寄二十山。現役時代身高183cm、體重149kg。
興趣是高爾夫球和水墨畫，他也是當時少數在女性頗有人氣的力士。

## 生涯
千葉勝彦9歲時被三保ヶ関部屋的前大關増位山大志郎勸誘學習相撲，並給了三千日元以確保他的承諾。1976年3月，他開始初次比賽。他曾經是一位北海道出身的橫綱北之湖敏滿的隨從(付人)。1978年1月場所晉昇幕下，四股名改為北天佑，是指來自北方的“天上的禮物”，或指他的出生地。
在停留低位4年後，北天佑在1980年五月達到了十兩，在同年11月場所晉級至幕內級。在1981年7月晉級為小結級選手。1983年初，北天佑第一次被提升為關脇，創造了11-4的強勁紀錄。 1983年3月，他以12-3的成績獲得第二名，5月份他獲得14:1的紀錄，只輸給橫綱隆之里俊英，贏得了他的第一個優勝。 在那之後，他晉升為相撲界的第二高位的大關。
他與橫綱千代之富士貢長期競爭，他在比賽中擊敗了千代之富士貢14次。 兩人對抗其中一個緣由是因為北天佑的弟弟西富士，是千代富士的九重部屋中的低級成員，而在1979年的一次訓練事件之後離開了相撲界。

## 引退
北天估後來因糖尿病和傷患等原因成績下滑，從1990年9月場所比賽連續四次戰敗，並宣布30歲時引退。他在1993年開闢了自己的訓練部屋二十山部屋，在2004年培養出第一位關取，俄羅斯出身的白露山佑太，他也是相撲比賽的審判委員。
2006年3月中風後，他住院了，並於2006年6月45歲死於腎癌(同時出現惡性腦腫瘤)。他所有的十一個力士也移籍北之湖部屋。